# تسیتونیتسه
تسیتونیتسه (به چکی: Citonice) یک منطقهٔ مسکونی در جمهوری چک است که در ناحیه زنویمو واقع شده‌است. تسیتونیتسه ۸٫۹۵ کیلومتر مربع مساحت و ۵۳۴ نفر جمعیت دارد و ۳۶۰ متر بالاتر از سطح دریا واقع شده‌است.